# كلية العلوم الإنسانية والاجتماعية والسياسية (جامعة كامبريدج)

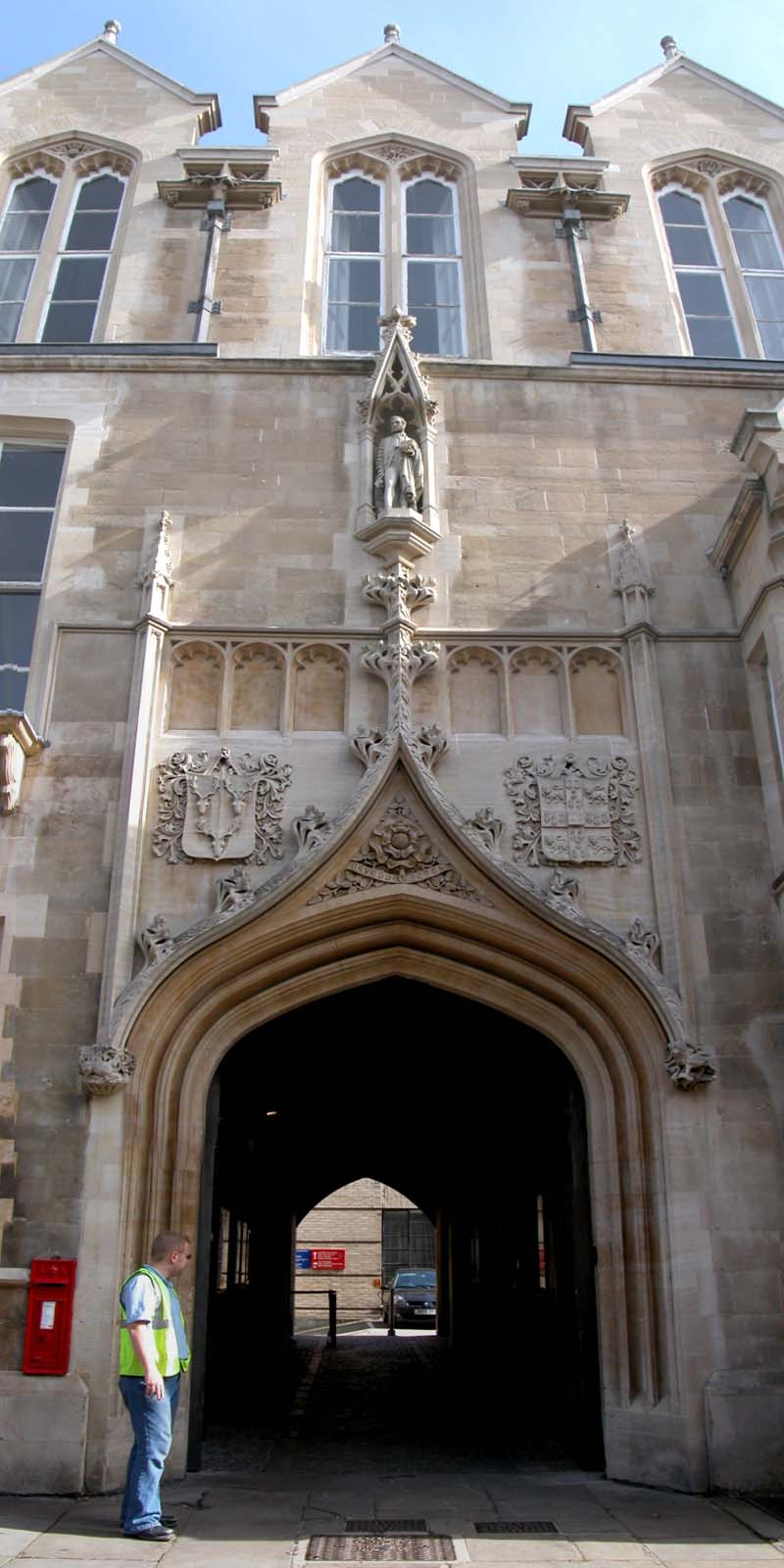
"ممر SPS" في
مختبر كافنديش القديم
حارة المدرسة الحرة

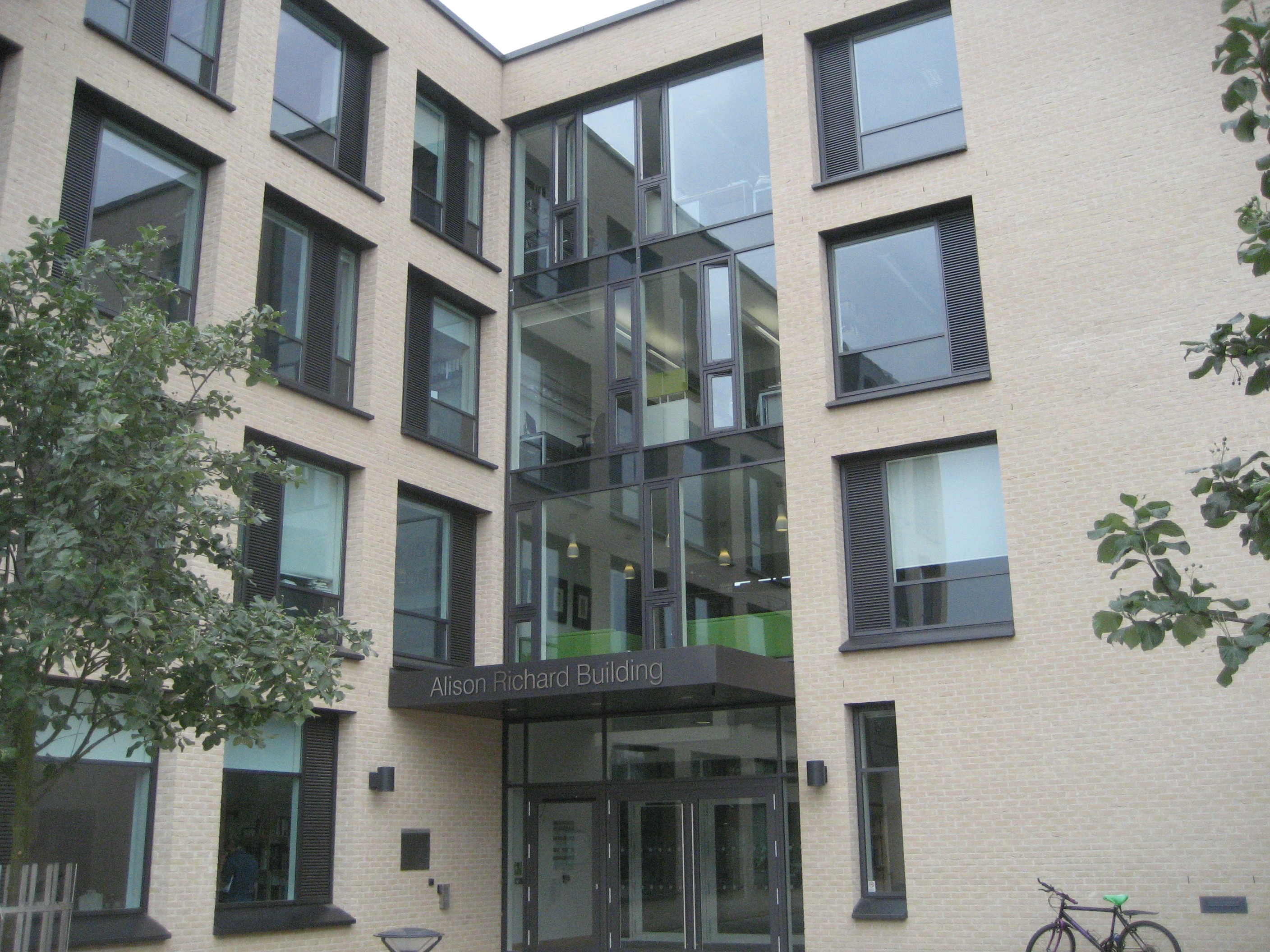
مبنى أليسون ريتشارد

كلية العلوم الإنسانية والاجتماعية والسياسية بجامعة كامبريدج هي كلية أُنشئت في عام 2011 من خلال دمج كلية الآثار والأنثروبولوجيا وكلية السياسة وعلم النفس وعلم الاجتماع والدراسات الدولية. وفقًا لموقع كلية العلوم الإنسانية والاجتماعية والسياسية بجامعة كامبريدج، يسعى الخريجون إلى الحصول على وظائف في "البحث (سواء الأكاديمي أو البحث السياسي)، والخدمة المدنية (بما في ذلك وزارة الخارجية)، والصحافة، والاستشارات الإدارية، والمتاحف، وإدارة الحفظ والتراث، والمنظمات غير الحكومية الوطنية والدولية ووكالات التنمية. والقانون والتدريس والنشر والإدارة الصحية والعلاقات العامة."
تضم الكلية أربعة أقسام: قسم الآثار، قسم الأنثروبولوجيا الاجتماعية، قسم السياسة والدراسات الدولية وقسم علم الاجتماع. يتمتع كل قسم من هذه الأقسام بسمعة عالمية في التدريس والبحث، وتم تصميم المنهج الجامعي (تريبوس) لخدمة الطلاب الذين لديهم التزامات تخصصية واضحة في وقت التقديم ولكن أيضًا أولئك الذين يريدون درجات علمية متعددة التخصصات على نطاق أوسع. يمكن للطلاب الذين لديهم شغف بالسياسة الاستفادة من الروابط مع أقسام مثل الاقتصاد والتاريخ، ويمكن لأولئك الذين لديهم اهتمامات في علم الاجتماع الاعتماد على الأنثروبولوجيا والجغرافيا، في حين يمكن لأولئك الذين يكرسون أنفسهم لمتابعة مهنة علم الآثار التخصص من السنة الأولى أو الجمع بين علم الآثار وعلم الأحياء. والأنثروبولوجيا الاجتماعية.
يدرس طلاب المرحلة الجامعية عدة تخصصات في عامهم الأول ثم يتخصصون في تخصص واحد أو اثنين في عامهم الثاني والثالث. المسارات المحددة بوضوح (علم الآثار، الأنثروبولوجيا البيولوجية، السياسة، علم النفس، الأنثروبولوجيا الاجتماعية، علم الاجتماع، أو مجموعة من التخصصات) تضمن تخرج الطلاب بالمهارات الفكرية والمهنية المناسبة. علم الآشوريات وعلم المصريات هي أيضًا تخصصات محتملة ضمن مسار علم الآثار.
على مستوى الدراسات العليا، تقدم الكلية درجة ماجستير في الفلسفة لمدة عام واحد في علم الآثار (بما في ذلك علم الآشوريات وعلم المصريات)، والأنثروبولوجيا البيولوجية، والدراسات الدولية، والأنثروبولوجيا الاجتماعية، وعلم الاجتماع. يسمح برنامج الماجستير في علم الاجتماع بالتخصص في أحد المجالات الأربعة: الإنجاب؛ الاقتصاد السياسي؛ التهميش والإقصاء؛ والإعلام والثقافة. تم إطلاق درجة الماجستير الجديدة في السياسة في عام 2008.
لمزيد من الدراسات العليا، يقوم طلاب الدكتوراه بإجراء أبحاث ضمن مجموعة واسعة من المواضيع في علم الآثار، وعلم الآشوريات، وعلم المصريات، والأنثروبولوجيا البيولوجية والاجتماعية، والسياسة والدراسات الدولية، وعلم الاجتماع.
وتقع الكلية حاليا في عدة مواقع. تقع مكتبة الكلية (التابعة الآن لمكتبة الجامعة) وقسم علم الاجتماع في موقع المتاحف الجديدة. يقع قسم السياسة والدراسات الدولية في مبنى أليسون ريتشارد بموقع سيدجويك. ويقع قسم الآثار والأنثروبولوجيا في موقع داونينج وموقع المتاحف الجديدة ومبنى هنري ويلكوم.

## نخبة من أعضاء هيئة التدريس

### موظفو التدريس بالجامعات والكليات في كلية العلوم الإنسانية والاجتماعية والسياسية بجامعة كامبريدج
- جرايم باركر، أستاذ علم الآثار
- هنريتا مور، أستاذ ويليام وايز في الأنثروبولوجيا الاجتماعية
- جون طومسون، علم الاجتماع
- باتريك بيرت، علم الاجتماع
- جولييت ميتشل، دراسات النوع الاجتماعي
- ديفيد رونسيمان، السياسة
- غلين رانجوالا، متخصص في سياسة الشرق الأوسط
- جون دن، النظرية السياسية
- غوران ثيربورن، النظرية الاجتماعية
- سيلفانا توماسيلي، التاريخ
- روث سكور، التاريخ

### أعضاء هيئة التدريس الأخرين بالجامعة
- كولن رينفرو، معهد ماكدونالد للبحوث الأثرية
- غاريث ستيدمان جونز، التاريخ (الفكر السياسي)
- آلان ماكفارلين، الأنثروبولوجيا
- كوينتين سكينر، كلية المسيح (تاريخ الفكر السياسي)
- ويليام براون، الاقتصاد
- مارلين ستراثرن، الأنثروبولوجيا
- اللورد رونسيمان، كلية الثالوث
- سيمون بارون كوهين، علم النفس التجريبي
- ساندرا داوسون، الدراسات الإدارية (حاليًا رئيسة مجلس الكلية)[7]

## التدريس
درجة البكالوريوس
تم تدريس علم الآثار والأنثروبولوجيا تريبوس في كامبريدج لأكثر من مائة عام. تم تشغيل برنامج تريبوس للسياسة وعلم النفس وعلم الاجتماع (المعروف سابقًا باسم العلوم الاجتماعية والسياسية) في جامعة كامبريدج، بشكل ما، منذ عام 1970. في عام 2013، تم استبدال البرامج السابقة من تريبوس ببرنامج تريبوس الجديد للعلوم الإنسانية والاجتماعية والسياسية، والذي يوفر للطلاب فرصًا لاستكشاف مجموعة واسعة من الخيارات متعددة التخصصات قبل التخصص في موضوع واحد أو موضوعين، أو التخصص من السنة الأولى ، حسب اهتماماتهم.
الدراسات العليا (الماجستير / الدكتوراه)
تقوم الكلية بتدريس سبعة برامج ماجستير في السياسة، والدراسات الدولية، وعلم الاجتماع، والأنثروبولوجيا الاجتماعية، وعلم النفس الاجتماعي والتنموي، وعلم الآثار (بما في ذلك علم الآشوريات وعلم المصريات)، والأنثروبولوجيا البيولوجية. كما تضم الكلية أيضًا حوالي 200 طالب يدرسون للحصول على الدكتوراه في جميع الاوقات. وفقًا لموقع الكلية، يسعى الخريجون إلى الحصول على وظائف في "البحث (سواء الأكاديمي أو البحث السياسي)، والخدمة المدنية (بما في ذلك وزارة الخارجية)، والصحافة، والاستشارات الإدارية، والمتاحف، وإدارة الحفظ والتراث، والمنظمات غير الحكومية الوطنية والدولية ووكالات التنمية. والقانون والتدريس والنشر والإدارة الصحية والعلاقات العامة".

## طلبات الالتحاق
يعد عدد المتقدمين لكل مكان في مجالات السياسة وعلم النفس وعلم الاجتماع تقليديًا واحدًا من أعلى المعدلات في كامبريدج. في المتوسط، هناك ستة طلبات التقديم لكل مقعد دراسي متاح، على الرغم من أن هذه النسبة أفضل في بعض الكليات مثل موراي إدواردز. الكليات التي تتمتع بقدرة تدريس خاصة في العلوم الإنسانية والاجتماعية والسياسية تشمل سيلوين، وجونفيل وكايوس، وكلية كوينز، وكلية الملك في كامبردج، وسيدني ساسكس، وكوربوس كريستي، وكلية الثالوث. لا يزال عدد الطلبات المقدمة لبرامج تابكالوريوس في الكلية الجديدة مرتفعًا في جميع الكليات.
اعتبارًا من 2008-2009 تلقى برنامج الماجستير في علم النفس الاجتماعي والتنموي 66 طلبًا، منها 7 بدأوا الدورة في أكتوبر 2008. شهد برنامج الماجستير في المجتمع الحديث والتحولات العالمية 99 متقدمًا، بدأ 26 منهم الدورة في أكتوبر 2008.

## أبرز الخريجين
- باتريك باركهام، صحفي[10]
- كاري بلاكبيرن، منتج في بي بي سي
- جيمي كار، ممثل كوميدي[11]
- جو كوكس، النائب العمالي السابق عن باتلي وسبن (متوفى)[12]
- الدكتورة ستيلا كريسي، النائب العمالي عن والثامستو[13]
- ناتالي إيفانز، قائدة مجلس اللوردات[14]
- يوهان هاري، صحفي[15]
- ناعومي هاريس، الممثلة المرشحة لجائزة الأوسكار[16]
- جيم نايت، النائب الحزب العمال ووزير المدارس والمتعلمين[17]
- جون هيلي، عضو البرلمان لحزب العمال ووزير المجتمعات والحكم المحلي[18]
- ريتشارد لاندر، مدير سيتي واير"
- هيو لوري، ممثل
- غوتام مالكاني، روائي وصحفي في الفايننشال تايمز[19]
- كريس نايلور، الرئيس التنفيذي لشركة لندن بورو أوف باركينج آند داجنهام[20]
- ريتشارد عثمان، مذيع تلفزيوني ومنتج ومخرج[21]
- هيلين أوييمي، روائية وكاتبة مسرحية[22]
- مادي سافاج – مراسلة تلفزيون وإذاعة بي بي سي[23]
- بن شوت، كاتب ومصور[24]
- جالين ستروسون، فيلسوف تحليلي وناقد أدبي[25]
- كريستوفر ستيل، ضابط مخابرات بريطاني سابق ومؤلف ملف ستيل[26]
- تيلدا سوينتون، الممثلة الحائزة على جائزة الأوسكار[27]